# Ørnereden (Aarhus)
 For alternative betydninger, se Ørnereden. (Se også artikler, som begynder med Ørnereden)
Ørnereden er et udflugtssted i Marselisborgskovene syd for Aarhus. Stedet har måske sit navn efter et par rugende havørne, men de store rovfugle har for længst forladt stedet. Før århundredskiftet havde skovfoged Peder Rasmussen (Per Ras) her et lille skur, hvor han og hans kone skænkede vand på kande, når aarhusianerne pr. hestevogn drog på skovtur. Fra 1896 sejlede skovbådene til en anløbsbro nedenfor klinten. Den senere restaurant blev bygget i 1909, året for Landsudstillingen i Aarhus, men kunne først tages i brug i foråret 1910.
Arkitekt Eggert Achen havde holdt bygningen i en traditionel skovpavillionstil og som sådan fremstod den, indtil den nedbrændte natten mellem den 29. og 30. juni 1980. På stedet er der i dag en mindre kioskbygning samt bygninger til brug for Naturcenter Ørnereden.
56°6′4.22″N 10°14′12.79″Ø / 56.1011722°N 10.2368861°Ø